# Толлмаш, Уилбрахам, 6-й граф Дайсарт
Уи́лбрахам То́ллмаш, 6-й гра́ф Дайса́рт (англ. Wilbraham Tollemache, 6th Earl of Dysart; 21 октября 1739 — 9 марта 1821) — британский аристократ, 6-й граф Дайсарт (1799—1821).

## Биография
Уилбрахам Толлмаш был сыном Лайонела Толлмаша, 4-го графа Дайсарт и его супруги Грейс Картетет, дочери Джона Картерета, 2-го графа Гренвиль, и его первой жены Фрэнсис Уорсли. В юности он поступил на службу в Королевский флот и дослужился до звания капитана, выйдя в отставку в 1765 году.
Затем перешёл на службу в Британские сухопутные войска и в 1775 году вышел в отставку в звании майора 6-го пехотного полка.
В 1771 году Толлмаш был избран в парламент Великобритании от округа Нортгемптон, а в 1780 году был переизбран от округа Лискерд.
В 1785 году был назначен главным шерифом графства Чешир.
В 1799 году после смерти бездетного старшего брата Лайонела унаследовал титулы граф Дайсарт и титул баронета из Хелмингем-холла. Был известен как покровитель художников и коллекционер живописи.
Скончался 9 марта 1821 года в возрасте 81 года, не оставив наследников; поместья были разделены между его младшими сёстрами Луизой и Джейн. Луиза получила основные земли и титул графини Дайсарт, а также право носить фамилию Толлмаш.